# Benvenuta Raffaella
Benvenuta Raffaella è uno speciale televisivo andato in onda il 27 dicembre del 1987 in seconda serata su Canale 5.  

## Lo speciale
Lo speciale racconta il dietro le quinte del programma Raffaella Carrà Show (in onda dal 9 gennaio del 1988 su Canale 5), mostrando molti video registrati durante le prove del programma, come la registrazione del video della sigla dello show, 1,2,3,4 dancing, cantata dalla stessa Raffaella Carrà, protagonista assoluta dello show, affiancata da Lello Arena ed Alfredo Papa.
Inoltre, vengono registrate e mandate in onda delle interviste a Raffaella ed a Sergio Japino, all'epoca compagno della Carrà, nonché regista della trasmissione e coreografo di tutti i balletti.
Si tratta della prima apparizione della Carrà su Canale 5, che avrebbe esordito da lì a poco con il suo nuovo programma d'intrattenimento del sabato sera.
Avendo la Carrà firmato per un contratto di due anni, oltre che al Raffaella Carrà show, nel 1988, nel 1989 fu anche conduttrice del programma Il principe azzurro, per poi ritornare, dopo due anni di assenza, nel gennaio 1990, in Rai, precisamente su Rai 2, con il programma Raffaella venerdì, sabato e domenica.